# Nepenthes madagascariensis
Nepenthes madagascariensis ist eine Pflanzenart in der Familie der Kannenpflanzengewächse (Nepenthaceae). Diese fleischfressende Pflanze ist nur auf Madagaskar heimisch.

## Beschreibung
Nepenthes madagascariensis wächst als Halbstrauch oder Strauch. Nur gelegentlich kletternd, sind die Pflanzen selten höher als 2 Meter. Junge Teile der Pflanzen sind stets dicht mit roten, vielzelligen, rund 1 Millimeter langen Haaren besetzt. Die Internodien sind an der bodenständigen Rosette und Kurztrieben äußerst kurz, verlängern sich jedoch bis auf 3, selten bis 4 Zentimeter. Die Gesamtlänge des Abschnitts aus Blattspreite, Ranke und Kanne beträgt zwischen 4 und 78 Zentimeter.
Die Laubblätter stehen an einem am Ansatz den Stängel halb umfassenden Blattstiel, der 2 bis 5 Zentimeter lang und 1 (selten 0,8) bis 1,5 Zentimeter dick ist und über 1 bis 2, selten bis 3 Zentimeter geflügelt ist. Die ledrige, 3 (selten ab 1) bis 28 Zentimeter lange und 2 bis 8 Zentimeter breite Blattspreite ist oval oder lanzettlich, oberseitig unbehaart, unterseitig jedoch zerstreut mit Haaren besetzt. Lanzettliche Spreiten weisen ein Länge-zu-Breite-Verhältnis von 3 bis 5:1 auf, ovale selten eines von bis zu 2:1. Der Blattgrund ist selten keilförmig verjüngt. Zu jeder Seite der auf der Unterseite der Spreite deutlich hervorspringenden Mittelrippe finden sich vier bis sechs, selten bis sieben Seitenrippen. Die vereinzelt mit Haaren besetzte Ranke ist 10 bis 38 Zentimeter lang und 1 bis 3 Millimeter dick.
Nepenthes madagascariensis bildet weniger Bodenkannen, sondern überwiegend Luftkannen aus, die recht schlank und trichterförmig sind und etwa 26 cm groß werden können. Typisch bei dieser Art ist ein breites Peristom und ein fast kreisförmiger Deckel. Die Färbung ist überwiegend ein leuchtendes quittengelb, aber es wurden auch schon rote Kannen beschrieben.
Nepenthes madagascariensis sind zweihäusig getrenntgeschlechtig (diözisch), also befinden sich an einem Exemplar entweder nur männliche oder nur weibliche Blüten. Wie die meisten ihrer Verwandten bildet Nepenthes madagascariensis rispige Blütenstände aus. Die Kronblätter sind für gewöhnlich rötlich gefärbt, können aber bei intensiver Sonneneinstrahlung dunkelbraun ausfallen.
Die Chromosomenzahl beträgt 2n = 80.

## Ökologie
94,3 % der Beute von Nepenthes madagascariensis sind Ameisen (80,2 %), Zweiflügler (9,7 %) und Käfer (4,4 %). Die Beutezusammensetzung unterscheidet sich bei den dimorphen Boden- und Luftkannen. In den unteren Kannen findet sich ein deutlich höherer Anteil von Ameisen, in den oberen eine höhere Zahl fliegender Insekten. Die Unterschiede können teilweise auch saisonal begründet sein.

## Verbreitung und Gefährdung
Nepenthes madagascariensis ist ausschließlich auf Madagaskar heimisch und ist eine Tieflandart. Sie ist verbreitet entlang der Ostküste, nach Norden bis zur Masoala-Halbinsel, am häufigsten ist sie im Süden um Tolagnaro. Sie findet sich an den relativ trockenen Rändern von Sümpfen, aber auch auf sandigen Böden offener, heller Standorte, wo sie manchmal fast exklusive Bestände bildet.
Von der IUCN wird diese Art als gefährdet (Vulnerable) eingestuft.

## Botanische Geschichte
Die erste greifbare Erwähnung von Nepenthes madagascariensis stammt aus dem Jahr 1661, als der Franzose Étienne de Flacourt Madagaskar bereiste und dort auf die „Anramitaco“ genannte Pflanze stieß.
Offiziell erstbeschrieben wurde die Art 1798 von Jean Louis Marie Poiret. Zwei Varietäten, die 1906 erstbeschriebene Nepenthes madagascariensis var. cylindrica sowie die var. macrocarpa von 1891 werden mittlerweile synonymisiert, andere Untertaxa fehlen.